# Aramaiti Corona
L'Aramaiti Corona è una struttura geologica della superficie di Venere.